# Соколье (Липецкая область)
 Соко́лье  — посёлок в Елецком районе Липецкой области России. Административный центр Сокольского сельсовета.

## Название
В 1976 году посёлок стал официально именоваться как Соколье — по лесному урочищу, близ которого расположен.

## География
Находится в центральной части района, в 9 км к востоку от Ельца.

## История
В мае 1910 года в Суворовской волости Елецкого уезда было создано «Елецкое опытное поле», площадью 78 десятин. В октябре 1911 года здесь появились первые поселенцы. В 1920-е годы земельная площадь поля увеличивается почти вдвое. В 1930-х годах хозяйство было переименовано в «Воронежский научно-производственный комбинат по картофелю», но уже в 1956 году прежнее наименование было возвращено.
В июле 1984 года переведён из Большеизвальского сельсовета того же района в состав Сокольского сельсовета.

## Население
| 2010 |
| ---- |
| 986  |

## Известные жители
В 1920-х годах агрономом Елецкого опытного поля работал писатель Михаил Пришвин.

## Инфраструктура
Личное подсобное хозяйство с зоной сельскохозяйственного использования, индивидуальная застройка усадебного типа.
ГНУ Елецкая опытная станция по картофелю, ООО «Недра-Керамик», администрация сельского поселения Сокольский сельсовет, МБОУ СОШ п. Соколье, МДОУ детский сад п. Соколье, МБКУ «Поселенческий центр культуры и досуга» п. Соколье, Петропавловский храм п. Соколье, ООО «Соколье», Сокольская врачебная амбулатория, Елецкий почтамт УФПС Липецкой области Филиал ФГУП «Почта России»; Филиал МУП «Бытовик» администрации Елецкого муниципального района; Елецкое отделение СБ РФ Филиал № 0927/040 (центрально-чернозёмный банк)

## Достопримечательности
- Урочище «Извальский лес»
- Деревянная церковь Петра и Павла

## Транспорт
Через Соколье проходит шоссе связывающее деревню Екатериновка с селом Черкассы.
В 2 км к юго-западу находится ж/д станция Извалы линии Елец — Грязи ЮВЖД.